# VR Sm1 sorozat

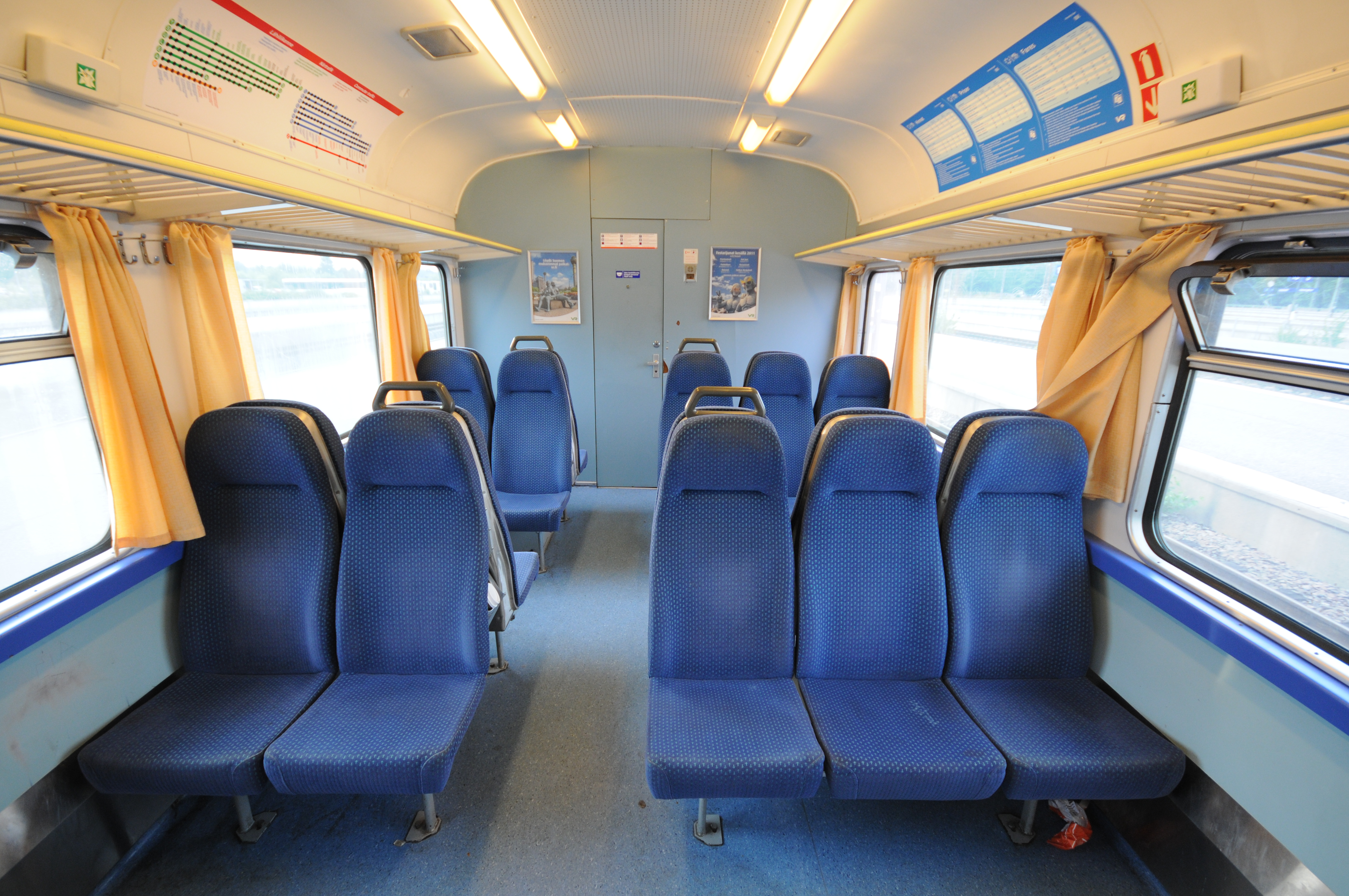
Utastér

A VR Sm1 sorozat egy finn 25 kV 50 Hz-es áramrendszerű villamos motorvonat-sorozat. 1968 és 1973 között 50 darab készült belőle a Strömberg (Valmet) gyárában.